# Kamjanka (obwód iwanofrankiwski)
Kamjanka (ukr. Кам'янка) – wieś na Ukrainie, w obwodzie iwanofrankiwskim, w rejonie rohatyńskim.